# نولان مستدق
نولان مستدق (الاسم العلمي:Nolana acuminata) هو نوع نباتي يتبع جنس النولان من فصيلة الباذنجانية.